# Кленовское сельское поселение (Волгоградская область)
Клено́вское се́льское поселе́ние  — муниципальное образование в составе Жирновского района Волгоградской области России.
Административный центр — село Кленовка.

## История
Кленовское сельское поселение образовано 21 февраля 2005 года в соответствии с Законом Волгоградской области № 1009-ОД.

## Население
| 2010  | 2012  | 2013  | 2014  | 2015  | 2016  | 2017  |
| ----- | ----- | ----- | ----- | ----- | ----- | ----- |
| 1810  | ↘1733 | ↘1668 | ↘1597 | ↘1557 | ↘1531 | ↘1499 |
| 2018  | 2019  | 2020  | 2021  |       |       |       |
| ↘1450 | ↘1396 | ↘1375 | ↘1346 |       |       |       |

## Состав сельского поселения
| № | Населённый пункт | Тип населённого пункта       | Население |
| - | ---------------- | ---------------------------- | --------- |
| 1 | Бутырка          | село                         | 327       |
| 2 | Ершовка          | село                         | 228       |
| 3 | Кленовка         | село, административный центр | 928       |
| 4 | Романовка        | село                         | 111       |
| 5 | Федоровка        | село                         | 216       |